# Gente del Po
Gente del Po è un breve documentario di Michelangelo Antonioni, primo lavoro del regista ferrarese, girato nel 1943 e uscito nel 1947, considerato tra i primi film neorealisti.

## Trama
(Michelangelo Antonioni)
Il documentario mostra l'ambiente tipico del fiume Po, i filari di pioppi, le bilance, l'immensità della pianura e i gesti quotidiani dei lavoratori del grande fiume. I barconi a vapore dal fondo piatto trasportano prodotti agricoli e sono abitati da interi nuclei familiari. Il passaggio dei lunghi convogli spezza la monotonia del lavoro dei contadini. Sull'argine del fiume le lavandaie fanno il bucato. Quando c'è burrasca occorre difendersi dall'alta marea e dal vento, i miseri tuguri col tetto di paglia dei villaggi vicini alla riva sono invasi dal fango.

## Produzione
L'idea di un documentario sulle persone e sui luoghi del Po è presente in Antonioni fin dal 1939, quando sulla rivista Cinema scrive l'articolo Per un film sul fiume Po, corredato da numerose fotografie, scattate da lui stesso, che già delineano l'estetica del futuro cortometraggio. Le riprese vengono fatte nel 1943, nello stesso periodo e in luoghi analoghi a quelli del lungometraggio drammatico Ossessione di Luchino Visconti. Antonioni riuscirà a terminare il montaggio solo dopo la guerra e il documentario uscirà nel 1947. Diverse scene sono girate a Pontelagoscuro, località prossima a Ferrara dove la ferrovia Bologna-Padova e la SS 16 attraversano il fiume Po.

## Critica
È considerato il primo film del cinema neorealista assieme a Ossessione di Visconti. Lino Miccichè accomuna Gente del Po ad altri film girati tra 1942 e 1943 (il già citato Ossessione, Quattro passi fra le nuvole di Blasetti e I bambini ci guardano di De Sica) che si distaccano e ribaltano la dimensione piccolo borghese della cinematografia di epoca fascista. Secondo Aldo Bernardini, pur in modo frammentario, il documentario mette in luce la sensibilità del regista nel cogliere aspetti paesesaggistici e umani.